# Ugo Luca
Ugo Luca (Feltre, 24 maggio 1892 – Feltre, 5 luglio 1967) è stato un generale italiano dei Carabinieri; raggiunse i massimi incarichi nel controspionaggio italiano e fu a capo del Comando forze repressione banditismo in Sicilia.

## Biografia

### La carriera militare
Figlio di un sottufficiale dell'Arma dei carabinieri. Iniziò la sua carriera come volontario nella guerra di Libia, in seguito, nominato a sua volta ufficiale dei Carabinieri, nella prima guerra mondiale, riceve la medaglia d'argento al valor militare.
Inviato nel 1919 a Costantinopoli, fu quindi in servizio nel Servizio informazioni militare. Negli anni venti e trenta lavorò a lungo in Turchia, a Rodi e in Libia. Durante la guerra civile spagnola, con il grado di maggiore, diresse il "servizio informazioni" del Corpo Truppe Volontarie inviato dall'Italia e prese parte a numerosi scontri, distinguendosi per il suo coraggio, e alla presa di varie città in cui egi stesso si infiltrò tra i nemici e li convinse alla resa. Nel 1939 fu assegnato al comando dei carabinieri presso il Ministero dell'Aeronautica, a capo della Sezione controspionaggio e nominato tenente colonnello. Con lo scoppio della seconda guerra mondiale coordinò i servizi di sicurezza e di polizia militare delle basi sui fronti di guerra della Regia Aeronautica. Specialista del Medio Oriente (parlava la lingua araba, greca e turca), nel 1942 inquadrato come "addetto commerciale" dell'ambasciata d'Italia in Turchia, fu accusato dal giornalista americano Winston Burdett, a fine guerra, di essere il mandante dell'omicidio della moglie; la dissidente antifascista Lea Schiavi in Iraq. Accuse dalle quali fu assolto al termine della guerra.
Nei suoi "Diari", il ministro degli esteri Galeazzo Ciano scrive che il 2 gennaio 1943 accompagnò "l'ufficiale dei carabinieri Luca da Mussolini, per uno scambio di vedute sulla situazione mediorientale". A quell'epoca era capo del SIM Aeronautica.

### Nella resistenza
Dopo l'8 settembre 1943 su ordine del generale dei CC Filippo Caruso, Luca rimase a Roma durante l'occupazione nazista per operare come responsabile del "Nucleo informativo" del Fronte Militare Clandestino del colonnello Giuseppe Cordero Lanza di Montezemolo, in collegamento con il "Comando Carabinieri Italia Meridionale".
Dopo la liberazione, subìto senza conseguenze il processo per la denuncia nel 1945 per la morte di Lea Schiavi, da colonnello fu nominato comandante della Legione Carabinieri Lazio.

### La cattura di Giuliano
Il 12 agosto 1949 fu inviato in Sicilia per la lotta contro il banditismo, all'Ispettorato generale di Pubblica sicurezza in Sicilia. Scampò alla strage di Bellolampo il 19 agosto 1949. La caserma dei carabinieri fu sottoposta a un durissimo attacco dagli uomini di Giuliano. Al ritorno dal rastrellamento successivo, un camion saltò su una mina anticarro e sette carabinieri persero la vita. Lui rimase ferito.
Sette giorni dopo fu nominato comandante del neo istituito Comando forze repressione banditismo che prese il posto dell'ispettorato generale di PS. Aveva ai suoi ordini 27 ufficiali dei carabinieri (tra cui l'allora capitano Carlo Alberto dalla Chiesa) e 16 della polizia, e 2000 uomini. Grazie a un informatore come il cugino Gaspare Pisciotta, a Castelvetrano il 3 luglio 1950 cadde in un aggiuato il bandito Salvatore Giuliano: il 5 luglio il ministero comunicò ufficialmente la morte di Giuliano, e il colonnello Luca fu promosso generale di brigata. Quella fu la versione ufficiale imposta dal Comando generale dell'Arma, perché in realtà Giuliano era stato ucciso nel sonno da Pisciotta.

### Gli ultimi anni e la morte
Andò in pensione nel 1954 da generale di divisione, massimo grado allora raggiungibile da un ufficiale dei CC. Dopo il collocamento in ausiliaria fu presidente del Museo storico dell'Arma.
Dal 1962 al 1967 fu sindaco di Feltre. Morì nel 1967 per un tumore ai polmoni. È sepolto nel cimitero di Santorso ove  nel 2016, nel corso di un furto di vasi e decorazioni in rame e ottone nel cimitero riguardante una ventina di tombe, anche il  sepolcro di Ugo Luca venne depredato.